# Milan Foot-Ball and Cricket Club 1908-1909
Questa voce raccoglie le informazioni riguardanti il Milan Foot-Ball and Cricket Club nelle competizioni ufficiali della stagione 1908-1909.

## Stagione

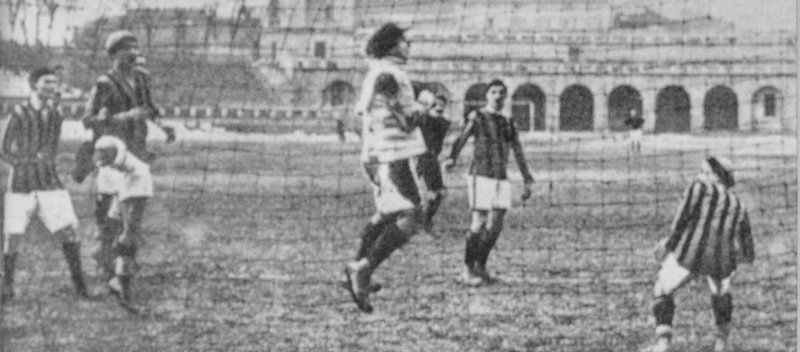
Il primo derby ufficiale giocato tra Milan e Inter il 10 gennaio 1909 al Campo Milan di Porta Monforte

In questa stagione il Milan torna a partecipare al campionato dopo la mancata iscrizione dell'anno precedente. La federazione torna infatti sui suoi passi, consentendo alle società calcistiche di tesserare calciatori stranieri.
I rossoneri non superano il girone di qualificazione lombardo e vengono eliminati dall'Unione Sportiva Milanese. Il 10 gennaio 1909, nella prima giornata delle eliminatorie lombarde del campionato, viene giocata la prima stracittadina ufficiale tra Milan e Inter, al Campo Milan di Porta Monforte, che vede i rossoneri imporsi per 3-2 grazie alle reti messe a segno da Attilio Trerè, Pietro Lana e Max Laich alle quali rispondono solo parzialmente quelle nerazzurre di Achille Gama e Bernard Schuler. Due mesi prima, il 18 ottobre 1908, si era giocata la prima partita in assoluto tra Milan e Inter, valida per la conquista della Coppa Chiasso. Il match, svoltosi in due tempi da 25 minuti ciascuno, fu vinto dal Milan per 2-1 con reti di Lana e Forlano, e permisero ai rossoneri di conquistare definitivamente il trofeo, avendolo vinto per la terza edizione consecutiva dopo le affermazioni del 1906 e 1907. Di questa stagione fanno parte anche le ultime due vittorie del Milan nella Palla Dapples.
Il Milan supera la sua seconda crisi societaria con l'elezione di un nuovo presidente: Alfred Edwards, a capo dei rossoneri fin dalla fondazione, viene sostituito da Piero Pirelli in seguito alle elezioni subito indette da Giannino Camperio.

## Divise
La divisa è una camicia a maniche lunghe e strisce verticali sottili della stessa dimensione, rosse e nere, stemma di Milano sul petto (croce rossa su sfondo bianco), calzoncini bianchi e calzettoni neri.
| Casa |

## Organigramma societario
Area direttiva
- Presidente: Alfred Edwards (fino al 21 gennaio 1909), poi
Piero Pirelli (dal 30 gennaio 1909)
- Vice presidente: Edward Nathan Berra (fino al 25 settembre 1908), poi
Gerolamo Radice
- Segretario: Luigi Bianco

Area tecnica
- Allenatore: Giannino Camperio

## Rosa
| N. |                     | Ruolo | Calciatore                 |
| -- | ------------------- | ----- | -------------------------- |
|    | Italia (bandiera)   | P     | Luigi Barbieri             |
|    | Italia (bandiera)   | P     | Gerolamo Radice (capitano) |
|    | Italia (bandiera)   | D     | Carlo Bianchi              |
|    | Italia (bandiera)   | D     | Andrea Meschia             |
|    | Italia (bandiera)   | D     | Marco Sala                 |
|    | Italia (bandiera)   | C     | Attilio Colombo            |
|    | Italia (bandiera)   | C     | Giulio Ermolli             |
|    | Svizzera (bandiera) | C     | Carlo Hopf                 |

| N. |                     | Ruolo | Calciatore              |
| -- | ------------------- | ----- | ----------------------- |
|    | Svizzera (bandiera) | C     | Max Laich               |
|    | Italia (bandiera)   | C     | Alessandro Scarioni     |
|    | Italia (bandiera)   | C     | Attilio Trerè           |
|    | Italia (bandiera)   | A     | Luigi Forlano           |
|    | Italia (bandiera)   | A     | Pietro Lana             |
|    | Germania (bandiera) | A     | Johann Ferdinand Mädler |
|    | Italia (bandiera)   | A     | Edoardo Mariani         |
|    | Italia (bandiera)   | A     | Vittorio Pedroni        |

## Risultati

### Prima Categoria

#### Eliminatorie Lombardia
| Arbitro: | Goodley (Torino) |

|                                |           |                      |
| Trerè II ?’ Lana 74’ Laich 86’ | Marcatori | 69’ Gama 88’ Schuler |

| Arbitro: | Knoote (Milano) |

|                                       |           |         |
| Recalcati ?’ Bojocchi I ?’ Pizzi I ?’ | Marcatori | ?’ Sala |

### Palla Dapples

#### Finale
| Arbitro: | Radice (Milano) |

|                          |           |            |
| Lana 38’ 88’ Forlano 70’ | Marcatori | 85’ Herzog |

| Arbitro: | Rizzi (Milano) |

|            |           |   |
| Lana Trerè | Marcatori | ? |

| Arbitro: | Goodley (Torino) |

|  |           |                         |
|  | Marcatori | 32’ Visconti 50’ Fresia |

| Arbitro: | Goodley (Torino) |

|                     |           |  |
| Kempher Capra Zuffi | Marcatori |  |

| Torino 28 marzo 1909 Finale                                 | Torino    | 2 – 1 referto | Milan | Motovelodromo |
| \| \| \| \| \| Laich aut.’ Zuffi \| Marcatori \| Vivante \| |           |               |       |               |
|                                                             |           |               |       |               |
| Laich aut.’ Zuffi                                           | Marcatori | Vivante       |       |               |

| Torino 4 aprile 1909 Finale | Torino | 2 – 0 (tav.) referto | Milan |  |

## Statistiche

### Statistiche di squadra
| Competizione    | Punti | In casa | In casa | In casa | In casa | In casa | In casa | In trasferta | In trasferta | In trasferta | In trasferta | In trasferta | In trasferta | Totale | Totale | Totale | Totale | Totale | Totale | DR |
| Competizione    | Punti | G       | V       | N       | P       | Gf      | Gs      | G            | V            | N            | P            | Gf           | Gs           | G      | V      | N      | P      | Gf     | Gs     | DR |
| --------------- | ----- | ------- | ------- | ------- | ------- | ------- | ------- | ------------ | ------------ | ------------ | ------------ | ------------ | ------------ | ------ | ------ | ------ | ------ | ------ | ------ | -- |
| Prima Categoria | -     | 1       | 1       | 0       | 0       | 3       | 2       | 1            | 0            | 0            | 1            | 1            | 3            | 2      | 1      | 0      | 1      | 4      | 5      | -1 |
| Palla Dapples   | -     | 3       | 2       | 0       | 1       | 5       | 4       | 3            | 0            | 0            | 3            | 1            | 9            | 6      | 2      | 0      | 4      | 6      | 13     | -7 |
| Totale          | -     | 4       | 3       | 0       | 1       | 8       | 6       | 4            | 0            | 0            | 4            | 2            | 12           | 8      | 3      | 0      | 5      | 10     | 18     | -8 |

### Statistiche dei giocatori
| Giocatore    | Prima Categoria | Prima Categoria |
| Giocatore    | Presenze        | Reti            |
| ------------ | --------------- | --------------- |
| L. Barbieri  | 1               | 0               |
| C. Bianchi   | 1               | 0               |
| A. Colombo   | 2               | 0               |
| G. Ermolli   | 1               | 0               |
| L. Forlano   | 1               | 0               |
| M. Laich     | 2               | 1               |
| P. Lana      | 2               | 1               |
| J. F. Mädler | 1               | 0               |
| E. Mariani   | 2               | 0               |
| A. Meschia   | 1               | 0               |
| V. Pedroni   | 1               | 0               |
| G. Radice    | 2               | -5              |
| M. Sala      | 2               | 1               |
| A. Scarioni  | 2               | 0               |
| A. Trerè     | 1               | 1               |